# Lophoplusia pterylota
Lophoplusia pterylota là một loài bướm đêm trong họ Noctuidae.